# 楊蕙如
楊蕙如（1978年1月15日—），綽號「卡神」、「1450網軍」，未婚，台灣網路工作者、政治人物，民主進步黨籍。台東縣台東市人、台東女中、國立成功大學歷史系畢業。因曾利用信用卡优惠暴赚而被封為「卡神」，成為爭議人物。曾任体育运动經紀人，在2008年中華民國總統大選後開始密切參與政治活動。2018年燕子颱風日本關西國際機場關閉，因楊在PTT發動網軍侮辱台北駐大阪經濟文化辦事處，而辦事處處長外交官蘇啟誠也因輿論壓力導致輕生，事後楊遭台灣高等法院依侮辱公務員罪判5月徒刑，得易科罰金15萬元確定，此事在台灣社會引起風波。

## 爭議事件

### 卡神
楊蕙如於大學時期曾背負超過新台幣十萬的卡債淪為卡奴，但畢業後因為利用信用卡八倍紅利回饋、網路拍賣、電視購物禮券優惠，從中國信託商業銀行倒賺一筆，因而引起爭議，更被媒體封為「卡神」。除了卡奴外，根據民調，包括消基會、行政院消費者保護委員會、檢察官及多數民眾也對她相當支持。不過另一方面，台灣部份平面媒體也曾針對楊蕙如大膽商業行為做出負面評價，這些報導指出她很多做法的確違反正常商品真實交易行為，並「存在爭議」。
2004年，透過網際網路訂到飯店業者促銷的「一元豪華套房」，讓阿公阿嬤渡過一個難忘的白色情人節。2006年，因為刷卡還能賺銀行的錢，被媒體大肆報道，還成為中天娛樂台人氣節目《全民大悶鍋》角色，她亦模彷《大悶鍋》股市名嘴「張國志」角色向傳媒表達不滿。但是，中國信託商業銀行一方面打電話採取協商溝通姿態，另一方面卻將她與家人的信用卡停用。楊蕙如得知銀行作法，除了與妹妹自我調侃之外，亦表示不排除以法律爭取應有權益。
當媒體稱其為「卡神」，但楊蕙如卻以諧音「卡稱」自嘲（臺語「臀部」之意），也說過自己醜、像是猴子。新書發表會，曾仿效蘇貞昌的大光頭裝出席。曾用特殊的造型或是KUSO裝扮出席各種場合。

### 國旗
2006年初起，楊蕙如與外號溜鳥博士的作家李昆霖共同發起成立台灣加油隊並擔任隊長，在世界各地號召球迷在運動場上為台灣運動選手加油，並四處發送國旗。也因此在2008年北京奧運開始前兩人被懷疑可能會在賽場中揮舞中華民國國旗，遭中華人民共和國政府以不明理由沒收台胞證，搜身訊問數小時後，驅逐出境遣返台灣。
2007年，與台灣加油隊成員及林義傑女友在終點等待超馬英雄林義傑，完成世界首次橫越撒哈拉的壯舉。
2008年10月25日，在民進黨主辦的1025反黑心顧台灣大遊行中，楊蕙如成為全場唯一帶著中華民國國旗走全程的人。2008年11月4日，海峽兩岸關係協會會長陳雲林訪問台灣期間，因為不滿警方驅離前日於圓山大飯店拿中華民國國旗抗議民眾，楊蕙如自費購買兩千支中華民國國旗公開發送，但晚間在台北國賓大飯店，遭當時的台北市政府警察局北投分局局長李漢卿帶隊推擠致使受傷送醫，楊事後決定對李提出告訴。
2009年11月，擔任台灣加油隊長乃至於至北京奧運加油被中華人民共和國遣返三年間的紀錄片《我們》，由鍾權導演拍攝，公視《紀錄觀點》上映。

### 政治活動
根據媒體報導，2007年民進黨、台聯、第三社會黨等政黨曾意圖延攬楊蕙如參與立委選舉，但被她所拒。自2008年開始積極參與民進黨事務，並被外界歸類為謝長廷派系一員。2011年，楊蕙如宣佈參選新北市第六選舉區立法委員選舉，以「年輕、活力、愛台灣」為口號，表示要以創意思維開創新政治，但在板橋立委初選中敗給游錫堃系統正常國家促進會的周雅淑。
2008年，楊蕙如加入2008年中華民國總統選舉候選人謝長廷的競選團隊，擔任網路執行長一職，並在同日於三立新聞台《大話新聞》節目中闡述其決定。針對此任職與媒體活動，部分新聞媒體引用網路BBS社群－PTT的討論內容，予以嚴厲批評。楊蕙如本人則以「願意承擔一切責任與批評」回應。但因此辭去原行銷公司之創意總監職務。12月起，擔任綠色和平廣播電台《有影上大聲》之《卡神最會盧》節目主持人，節目並在台灣維新影子政府網站上以影音方式同步播出。
2011年2月13日，宣布參選新北市第六選舉區區域立委，提出文創網路產業等主張，但3月25日於民進黨新北市第六選舉區區域立委黨內初選中敗給周雅淑。在民進黨總統初選民調期間於噗浪私噗中與網友討論阮昭雄的民調監聽數據，被蘇貞昌陣營抨擊數據有誤導之嫌。最後楊蕙如於4月26日含淚鞠躬道歉。
2015年1月，被台北市長柯文哲爆料已被拉進柯陣營的黑名單，柯文哲不滿先前萬人健走活動花了近新臺幣800萬元，而且負責此案的卡神楊蕙如旗下公司，又以柯名義去借了新臺幣200萬，柯文哲指稱這社會有很多政治蟑螂，甚至放話「永不錄用」。
2019年7月，遭指控她在2018年中華民國直轄市長及縣市長選舉期間以每月新臺幣500萬開價在Ptt帶網路風向，幫助綠營候選人打網路戰，遭Ptt實業坊八卦版列為不受歡迎之人物。
在2018年9月4日燕子颱風導致關西國際機場關閉事件中，檢方調查發現她為駐日代表謝長廷辯護，以每月新臺幣1萬元代價雇用網軍，在網路上帶風向，企圖把過錯導向大阪辦事處主任蘇啟誠，同年12月遭檢方以侮辱公務員、侮辱公署等2罪起訴。2022年2月24日，臺灣高等法院依侮辱公務員執行之職務罪判她5月徒刑，均得易科罰金新臺幣15萬元定讞，同年4月18日繳完罰金結案。2024年，憲法法庭認為「侮辱職務罪」違憲，將案件發回台灣高院更審。
2021年楊蕙如臉書誣賴連勝文鼓吹進口中國大陸疫苗卻靠特權偷打AZ疫苗，連勝文舉證自己沒有接種AZ疫苗和主張引進中國大陸製疫苗，因而提告求償，2023年2月法院二審判決楊蕙如須賠償新臺幣50萬元確定。

### 體育經紀人
擔任林哲瑄與邱子愷前進美國小聯盟的經紀人，除了正面意見外，也出現一位專業經紀人的憂慮。擔任網球選手盧彥勳、王宇佐與陳迪的台灣區義務經紀人。
2013年7月，自稱網球選手謝淑薇的「義務經紀人」，與議員顏聖冠召開記者會，謝於臉書上表示「義務經紀人，是經紀人或是本人有授權的人，就可以直接幫對方接洽任何指定或非指定事項。直到事情談的差不多了，經紀人與選手才會出面完成（簽約）儀式。」

## 藝文
- 2008年5月起，擔任由戴立忍導演執導的電影《不能沒有你》製作人，但在電影製作公司查無此資料。[原創研究？][50][需要更多来源]
- 2009年擔任電影《靈魂的旅程》製作人[51]，本片並成為德國曼海姆國際電影節競賽片，入圍台北電影節、高雄電影節、新加坡電影節、澳門國際電影節、神洲國際電影節等。[52][53][需要更多来源]
- 2010年6月，接受作家藍弋的提案創立台灣漫畫股份有限公司，並開始籌備《台灣漫畫月刊》發行，與作家邀約、累積存搞。
- 2011年7月，《台灣漫畫月刊》創刊發行，劣評如潮。[54][55]，當月15日，《台灣漫畫月刊》宣布無限期暫停出刊。[56]
- 2012年2月15日，未來位發表第二屆未來盃華語漫畫獎宣傳影片，為實踐與網友承諾與協助宣傳，楊蕙如在片中把《台灣漫畫月刊》的一頁撕起來吃。[57]
- 2013年3月14日，出版個人首部長篇小說《AI-PHONE 失控奇機》[58]，為一本針對智慧型手機的反預言創作。[59]
- 2009年10月，楊蕙在謝長廷一本關於如何使用社群網站噗浪的書籍《噗PLURK：長仔的噗浪日記》中撰寫編按，指導讀者如何使用噗浪。[60]

## 廣告代言
- KIA Euro Star汽車
- 雅虎購物中心 2006週年慶
- 金頂 電池
- 馹玥國際 手機
- 台北市衛生局 市民健康卡[61]
- 高雄市教育局 理財小達人[62]
- 教育部 防治自殺代言人[63]
- 臺北縣1950消費者保護專線

## 紀錄片
- 《卡到啦！Card Boom》，CNEX，2007年發行
- 《我們》，公視，2009年發行

## 著作
| 出版日期          | 書名                                                 | 作者                                                       | 出版社                       |
| ----------------- | ---------------------------------------------------- | ---------------------------------------------------------- | ---------------------------- |
| 2006年3月21日初版 | 《卡神楊蕙如：你想不到的賺錢術》（《TVBS週刊》特刊） | 楊蕙如 著                                                  | 英特發股份有限公司           |
|                   | 《想太多：糗了》                                     | 可樂王／九把刀／發條／張妙如／楊蕙如／黑眼包／鈕承澤等合著 | 如何出版社出版               |
|                   | 《紐約·洋基·王建民》                                 | 楊蕙如／瘦菊子／陳志祥合著                                 | 水永國際多媒體出版           |
|                   | 《第三社會的想像》                                   | 楊蕙如／李丁讚／陳長文／吳祥輝／簡錫堦等人合著             | 天下遠見出版股份有限公司出版 |
|                   | 《台灣．加油！聽見我們的聲音》                       | 李昆霖／楊蕙如／蔡明勳／Mag Ma／王瑩瑾等人合著             | 春天出版社出版               |
|                   | 《噗plurk-長仔的噗浪日記》                           | 謝長廷/楊蕙如合著                                          | 幸福綠光出版社出版           |
|                   | 《 AI-PHONE 失控奇機》                               | 楊蕙如 著                                                  | 綠柚林出版社出版             |

## 獎項
| 年份 | 獲提名         | 獎項                         | 結果 |
| ---- | -------------- | ---------------------------- | ---- |
|      | 《靈魂的旅程》 | 第12屆台北電影節競賽片       | 提名 |
|      | 《靈魂的旅程》 | 第9屆高雄電影節競賽片        | 提名 |
|      | 《靈魂的旅程》 | 第59屆德國曼海姆電影節競賽片 | 提名 |
|      | 《靈魂的旅程》 | 第23屆新加坡國際電影節       | 提名 |
|      | 《靈魂的旅程》 | 第2屆澳門國際電影節          | 提名 |
|      | 《靈魂的旅程》 | 第4屆神洲電影節              | 提名 |

## 其他
- 2001年，國立成功大學MP3事件當中，曾擔任「成大學生自救會」會長，認為MP3對傳統唱片業者的衝擊及法理上的爭議才是MP3事件最根本的問題。[64][65]
- 2006年，文化一周民調，大學生熱門理想教師票選第一名。[66]
- 2006年，於媒體多次揭露台灣知名網路業者PChome Online標錯價格又拒絕履約事証，引起消基會、消保會以及公平交易委員會等介入關切，最終制定有利於消費者的法條，終止了消費者屢屢遭到片面惡性解決的不平等待遇。
- 2006年，卡優新聞網 十大卡友最關心新聞 第一名。[67]
- 2007年年初，當選《蘋果日報》2006年度十大風雲小人物榜首。[68]
- 2007年，《Career職場情報誌》畢業生年輕世代成功偶像第五名。[69]
- 2008年北京奧運棒球資格賽中華對戰南韓時，楊蕙如妹妹持有其舊工作時所持有的貴賓卡，疑似看免錢的棒球賽的特權爭議。[70]

## 外部連結
- 卡卡的神 /我是 楊蕙如@slo的Plurk專頁
- Slow Motion -- 楊蕙如的 慢 動作  痞客邦 （页面存档备份，存于）
- 楊蕙如（Slow Yang）的Facebook專頁
- 楊蕙如在台灣電影網上的資料（繁體中文）
- 楊蕙如在台灣電影網上的資料（繁體中文）